# Tài sản ròng
Tài sản ròng (Net asset value) hay  Tài sản thuần (NAV) là giá trị tài sản của một thực thể trừ đi giá trị nợ phải trả của nó, thường liên quan đến quỹ mở (open-end), quỹ tương hỗ (mutual funds), quỹ dự phòng (hedge funds) và quỹ đầu tư mạo hiểm (venture capital funds). Cổ phiếu của các quỹ đó được đăng ký với Ủy ban Chứng khoán và Sở Giao dịch chứng khoán, thường được mua và mua lại theo giá trị tài sản ròng của chúng. Đây cũng là một chỉ số quan trọng liên quan đến quỹ dự phòng và quỹ đầu tư mạo hiểm khi tính toán giá trị các khoản đầu tư cơ bản vào các quỹ này của các nhà đầu tư. Giá trị này cũng có thể giống với giá trị giá trị sổ sách hoặc vốn chủ sở hữu của một doanh nghiệp. Giá trị tài sản ròng có thể đại diện cho giá trị của tổng vốn chủ sở hữu hoặc có thể chia cho số lượng cổ phiếu đang lưu hành do nhà đầu tư nắm giữ, qua đó đại diện cho giá trị tài sản ròng trên mỗi cổ phiếu (per share). Công thức tính:
Nói chung, NVA được tính bằng tổng giá trị các tài sản trừ đi tổng giá trị các khoản nợ phải trả. Các thực thể kinh doanh hoặc sản phẩm tài chính liên quan đến các khái niệm kế toán về tài sản và nợ phải trả đều có thể xác định được chỉ số NAV. Giá trị NAV được sử dụng phổ biến nhất đối với các quỹ đầu tư (quỹ mở và ETF). Trong trường này, NAV được xác định bằng cách lấy chênh lệch giữa tài sản và nợ phải trả chia số số lượng chứng chỉ quỹ lưu hành. Tài sản và nợ của các quỹ đầu tư thay đổi theo từng ngày, do đó giá trị NAV luôn có sự biến động. Các quỹ đầu tư đều công bố thay đổi NAV trên website của mình hàng ngày và báo cáo định kỳ. Chỉ số NAV là giá trị tài sản thuần của công ty, được chốt theo ngày và phụ thuộc hoàn toàn vào tài sản ròng hiện tại của công ty. Chỉ số NAV giúp nhà đầu tư nhìn được hiệu suất hoạt động của mỗi quỹ đầu tư. Từ đó nhận định được tình hình phát triển của quỹ đó có tăng trưởng tốt hay không.